# Дарново (Великопольське воєводство)
Дарново (пол. Darnowo, нім. Darnowo, 1939-45: Dorngraß) — село в Польщі, у гміні Косцян Косцянського повіту Великопольського воєводства.
Населення — 298 осіб (2011).
У 1975-1998 роках село належало до Лешненського воєводства. Він розташований приблизно за 7 кілометрів (4 милі) на схід від Косцяна та за 40 км (25 миль) на південь від регіональної столиці Познані.

## Демографія
Демографічна структура станом на 31 березня 2011 року:
|          | Загалом | Допрацездатний вік | Працездатний вік | Постпрацездатний вік |
| -------- | ------- | ------------------ | ---------------- | -------------------- |
| Чоловіки | 150     | 45                 | 99               | 6                    |
| Жінки    | 148     | 33                 | 92               | 23                   |
| Разом    | 298     | 78                 | 191              | 29                   |